# Flor de Mayo, Huixtla
Flor de Mayo är en ort i Mexiko.   Den ligger i kommunen Huixtla och delstaten Chiapas, i den sydöstra delen av landet, 900 km sydost om huvudstaden Mexico City. Flor de Mayo ligger 904 meter över havet och antalet invånare är 149.
Terrängen runt Flor de Mayo är kuperad västerut, men österut är den bergig. Runt Flor de Mayo är det ganska tätbefolkat, med 111 invånare per kvadratkilometer. Närmaste större samhälle är Huixtla, 15,8 km söder om Flor de Mayo. I omgivningarna runt Flor de Mayo växer i huvudsak städsegrön lövskog.